# Centrum für Religion und Moderne
Das Centrum für Religion und Moderne (CRM) ist ein interdisziplinärer Forschungsverbund der Universität Münster. Es vereint Wissenschaftler in Forschungskontexten zu Religionen, Religionsgemeinschaften und religiösen Akteuren sowie deren Verhältnis zu gesamtgesellschaftlichen Prozessen wie Säkularisierung, Pluralisierung und Individualisierung. Das CRM ist eine Ausgründung des Exzellenzclusters Religion und Politik. Dementsprechend ist es das Ziel, die interdisziplinäre Religionsforschung im Zeitraum der Moderne zu intensivieren und zu verstetigen.

## Struktur
Das CRM besteht aus einem Vorstand, einer Geschäftsführung, sowie etwa 40 angehörigen und beschäftigten Forschern. Der Sprecher des Vorstands ist der evangelische Theologe und Sozialethiker Arnulf von Scheliha. Weitere Mitglieder des Vorstands sind die Politikwissenschaftlerin Doris Fuchs, der Neuzeithistoriker Olaf Blaschke, die Soziologin Christel Gärtner und der Verfassungsrechtler Hinnerk Wißmann.

## Profil
Das Profil des CRM wird durch multiperspektivische und interdisziplinäre Forschungen zum Wandel der Organisations- und Sozialformen des Religiösen in sich modernisierenden und modernen Gesellschaften konturiert. Im Fokus stehen dabei Facetten von Religionen, Kirchen, Frömmigkeitskulturen, Semantiken und Praktiken, Säkularisierung-, Pluralisierungs- und Transformationsprozesse des Religiösen sowie Ausprägungen und Ordnungen religiöser Pluralität.
Im Rahmen der Eröffnungsveranstaltung im Jahr 2012 präsentierte der Religionssoziologe Peter L. Berger seine Position zu Frage der Säkularisierung. Die These vom zunehmenden Bedeutungsverlust der Religion in modernen Gesellschaften erachtete Berger angesichts der religiösen Vitalität in globaler Perspektive nicht länger für haltbar. Stattdessen konstatierte er eine Pluralisierung der Religionen sowie religiöser und säkularer Diskurse. Der Beitrag sowie Kommentare verschiedener damaliger Wissenschaftler des CRM (darunter Astrid Reuter, Thomas Großbölting und Thomas Gutmann) wurden in einer ersten Publikation veröffentlicht. Detlef Pollack widersprach Bergers Absage an die Säkularisierungstheorie.
Die Reihe Religion und Moderne, die seit 2015 im Campus-Verlag erscheint und von Barbara Stollberg-Rilinger, Thomas Großbölting, Ulrich Willems und Detlef Pollack herausgegeben wird, umfasst Monografien und Sammelbände sowohl von CRM-Wissenschaftlern wie auch von Externen zu den Forschungsthemen. Außerdem erscheinen Preprints und Arbeitspapiere, darunter Beiträge von Detlef Pollack, Hermann Lübbe, Christel Gärtner und Klaus Große Kracht.

## Projekte
Im CRM waren und sind folgende Forschungsprojekte angesiedelt:
- Im Forschungskolleg Religiöse Pluralität im Vergleich, das in Kooperation mit dem Centrum für Religionswissenschaftliche Studien (CERES) der Ruhr-Universität Bochum durchgeführt wird, erforschen 10 Promovierende und etwa 20 Principal Investigators Konstellationen und Ausprägungen religiöser Vielfalt. In einer ersten Förderphase (2016–2020) lief das Kolleg unter dem Titel Religiöse Pluralität und ihre Regulierung in der Region. Sprecher waren Ulrich Willems und Volkhard Krech.
- Das Projekt The Transmission of Religion Across Generations wird von der John Templeton Foundation gefördert und widmet sich der intergenerationalen Weitergabe von Religiosität und Nichtreligiosität in Deutschland, Finnland, Ungarn, Italien und Kanada.
- Im von der Deutschen Forschungsgemeinschaft (DFG) geförderten Projekt Die Legionen des Papstes werden Zusammenhänge zwischen dem Papsttum und der Politik analysiert.
- Das religionssoziologische Projekt Kirchenstatistische Zeitreihen 1949–2010 untersuchte quantitative Dimensionen des Wandels von Kirchlichkeit in der Bundesrepublik Deutschland und der (ehemaligen) DDR.

## Zugehörige Wissenschaftler (Auswahl)
- Thomas Bauer (* 1961), Arabist und Islamwissenschaftler
- Olaf Blaschke (* 1963), Historiker
- Heike Bungert (* 1967), Historikerin
- Karl Gabriel (* 1943), römisch-katholischer Theologe und Soziologe
- Regina Grundmann (* 1978), Professorin für Judaistik
- Thomas Gutmann (* 1964), Jurist und Hochschullehrer
- Marianne Heimbach-Steins (* 1959), römisch-katholische Theologin
- Judith Könemann (* 1962), römisch-katholische Theologin
- Mouhanad Khorchide (* 1971), Soziologe, Islamwissenschaftler und Religionspädagoge
- Detlef Pollack (* 1955), Religions- und Kultursoziologe
- Astrid Reuter, deutsche Religionswissenschaftlerin und Professorin
- Perry Schmidt-Leukel (* 1954), Theologe und Religionswissenschaftler